# Dúvad (film, 2024)
A Dúvad (eredeti cím: Damaged) 2024-ben bemutatott brit–amerikai bűnügyi filmthriller Terry McDonough rendezésében. A főbb szerepekben Samuel L. Jackson, Vincent Cassel és Gianni Capaldi látható.

## Cselekmény
Dan Lawsont a skót hatóságok felkérik, hogy egy másik nyomozóval, Walter Bravóval együtt vizsgáljon ki egy sorozatgyilkossági ügyet. Lawson felismer egy mintát, amely kapcsolódik egy másik gyilkossági sorozathoz, amelyet öt évvel korábban kinyomozott.

## Szereplők
| Szerep               | Színész           | Magyar hang     |
| -------------------- | ----------------- | --------------- |
| Dan Lawson nyomozó   | Samuel L. Jackson | Kőszegi Ákos    |
| Walker Bravo nyomozó | Vincent Cassel    | Epres Attila    |
| Glen Boyd            | Gianni Capaldi    | Varga Gábor     |
| Laura Kessler        | Kate Dickie       | Bertalan Ágnes  |
| Colin McGregor       | John Hannah       | Fillár István   |
| Marie Boyd           | Laura Haddock     | Farkasházi Réka |
| Avery Thompson       | Brian McCardie    |                 |
| Elizabeth Walsh      | Elaine C. Smith   | Zsurzs Kati     |
| férfi                | Brian Pettifer    |                 |
| Ford százados        | Mark Holden       |                 |
| nyomozó              | John Arnold       | Czvetkó Sándor  |

### Magyar változat
- Hangmérnök és vágó: Schmidt Zoltán
- Gyártásvezető: Vigvári Ágnes
- Szinkronrendező: Zentai Mária

A szinkront a Direct Dub Studios készítette el.

## A film készítése
2023 márciusában bejelentették, hogy a forgatás Skóciában megkezdődött. A felvételek elkészítése 2023 májusában fejeződött be.

## Bemutató
A Dúvad 2024. április 12-én jelent meg a mozikban, digitálisan, valamint Video on Demand szolgáltatáson.

## Fogadtatás
A Rotten Tomatoes weboldalon 28-os értékelést kapott 18 pozitív kritika alapján, az átlagos értékelése 4,6 pont a 10-ből.